# برايان جيمس فريمان
برايان جيمس فريمان (بالإنجليزية: Brian James Freeman)‏‏ (1979 في بيتسبرغ - )؛ روائي من الولايات المتحدة.